# إشتفان بالوغ
إشتفان بالوغ (بالمجرية: Balogh István)‏ (مواليد 21 سبتمبر 1912) هو لاعب كرة قدم. يلعب مع منتخب المجر لكرة القدم. سبق له أن لعب في كأس العالم لكرة القدم مع منتخب بلاده.

## روابط خارجية
- إشتفان بالوغ على موقع الاتحاد الدولي (مؤرشف)  (الإنجليزية)
- إشتفان بالوغ على موقع قاعدة بيانات كرة القدم.إي يو (الإنجليزية)
- إشتفان بالوغ على موقع ناشيونال فوتبول تيمز (الإنجليزية)
- إشتفان بالوغ على موقع Soccerway.com (الإنجليزية)
- إشتفان بالوغ على موقع عالم كرة القدم.نت (الإنجليزية)